# ميكو يندستروم
ميكو يندستروم (بالفنلندية: Mikko Lindström)‏ (و. 1976  م) هو عازف قيثارة فنلندي، ولد في هلسنكي، يستخدم آلات قيثارة، وهو عضوٌ في هيم.

## وصلات خارجية
- ميكو يندستروم على موقع IMDb (الإنجليزية)
- ميكو يندستروم على موقع ميوزك برينز (الإنجليزية)
- ميكو يندستروم على موقع ميوزك برينز (الإنجليزية)
- ميكو يندستروم على موقع أول ميوزيك (الإنجليزية)
- ميكو يندستروم على موقع أول ميوزيك (الإنجليزية)
- ميكو يندستروم على موقع ديسكوغز (الإنجليزية)
- ميكو يندستروم على موقع ديسكوغز (الإنجليزية)

- ميكو يندستروم في قاعدة بيانات الأفلام على الإنترنت